# Maria Bamford
Maria Bamford (Port Hueneme, Kalifornia, 1970. szeptember 3.–) amerikai színésznő és stand-up komikus. Leginkább a diszfunkcionális családjának bemutatásáról és az önironikus előadásairól ismert, amelyekben a depresszióval és a szorongással kapcsolatos vicceket adja elő.

## Fiatalkora és tanulmánya
Maria Bamford 1970. szeptember 3-án született a Port Hueneme-i haditengerészeti bázison, a kaliforniai Port Hueneme-ben. Apja, Joel Bamford akkoriban a haditengerészet orvosaként dolgozott. A minnesotai Duluthban nőtt fel, ahol a Chester Park-i Általános Iskolába és a Duluth Marshall Középiskolába járt. Bamford kijelentette, hogy fiatalabb korában gyakran küzdött szorongással, depresszióval és az általa "Nem kívánt gondolatok szindrómájának" nevezett rohamokkal, ami a kényszerbetegség egy fajtája.
A középiskola elvégzése után a Maine állambeli Lewistonban található Bates College-ba járt, de 1992-ben, az első év elején átiratkozott a skóciai Edinburgh-i Egyetemre. Az egyetem alatt ő lett az első női tagja a főiskola improvizációs komédiacsoportjának, a The Improverts-nek. Egy év skóciai tartózkodás után visszatért hazájába, és beiratkozott a Minnesotai Egyetemre, ahol művészeti diplomát szerzett angol szakon. 19 évesen kezdett stand-upolni a minnesotai Minneapolisban, a Stevie Ray's Comedy Cabaret-ben.

## Magánélete
Bamford a The Salt Lake Tribune című lapnak adott interjújában kijelentette, hogy Bipoláris zavart és Obszesszív-kompulzív zavart (OCD) diagnosztizáltak nála.
2014. december 11-én, a Seattle-i Neptune Színházban tartott koncertjén Bamford bejelentette, hogy eljegyezte Scott Marvel Cassidy művész. 2015-ben zártkörű szertartáson házasodtak össze. Bamfordnak van egy nővére, Sarah Seidelmann, aki életvezetési tanácsadó és sámán. Van egy magánlakása a kaliforniai Los Angeles-ben, valamint egy otthona a kaliforniai Altadena-ban. Rajong a mopszokért, és jellemzően mindig legalább egy korosabb mopszot birtokol.

## Filmográfia

### Film
| Év   | Cím                                                                | Szerep                                          | Megjegyzés |
| ---- | ------------------------------------------------------------------ | ----------------------------------------------- | ---------- |
| 1998 | Telitalálat (Denial)                                               | híradós                                         |            |
| 2000 | Lucky Numbers                                                      | Wendy, a pincérnő                               |            |
| 2002 | Stuart Little, kisegér 2. (Stuart Little 2)                        | tanár                                           |            |
| 2003 | Wilbur nagy kalandja (Charlotte's Web 2: Wilbur's Great Adventure) | Aranea / Button / további hangok (szinkronhang) |            |
| 2005 | The Comedians of Comedy                                            | Önmaga                                          |            |
| 2006 | Barnyard (Barnyard)                                                | Mrs. Beady (szinkronhang)                       |            |
| 2007 | (Heckler)                                                          | Önmaga                                          |            |
| 2014 | (Muffin Top: A Love Story)                                         | Angelique                                       |            |
| 2015 | (Hell and Back)                                                    | Gloria (szinkronhang)                           |            |
| 2018 | (An Evening with Beverly Luff Linn)                                | Elegáns nő                                      |            |
| 2018 | (Seven Stages to Achieve Eternal Bliss)                            | szekta tag                                      |            |

### Web-sorozat
| Év              | Cím                    | Szerep                                                              | Megjegyzés            |
| --------------- | ---------------------- | ------------------------------------------------------------------- | --------------------- |
| 2007            | The Maria Bamford Show | Önmaga, az anyja, az apja, a nővére, mások.                         |                       |
| 2012            | SuperFuckers           | Napfény hercegnő, Computer Fist (hang)                              |                       |
| 2012–2018       | Bravest Warriors       | Pixel, Gayle, Elves, más (hang)                                     |                       |
| 2013            | Ask My Mom             | Önmaga, Marilyn Bamford édesanyja                                   |                       |
| 2014–napjainkig | Talking Tom és barátai | Talking Ginger, Talking Becca, Flo, Autumn Summers (3. évad), Pilar |                       |
| 2017            | Ave Maria Bamford      | Önmaga                                                              | író is                |
| 2019–napjainkig | What's Your Ailment?!  | Önmaga                                                              | executive producer is |